# Гримуче
Гриму́че — село в Україні, у Криничанській селищній громаді Кам'янського району Дніпропетровської області.
Населення — 395 мешканців.

## Географія
Село Гримуче примикає до селища Кринички. По селу протікає пересихаюча Балка Малярщина з загатою.

## Населення

### Мова
Розподіл населення за рідною мовою за даними перепису 2001 року:
| Мова            | Відсоток |
| --------------- | -------- |
| українська      | 92,7 %   |
| російська       | 6,6 %    |
| інші/не вказали | 0,7 %    |